# Carriarico
Carriarico ou Kharriarico foi um rei suevo entre 550 e 559. Com o seu reinado termina o "período obscuro", sem referências históricas, em que caíra o reino suevo durante quase um século.
Carriarico converteu-se ao catolicismo em 550. A Basílica de Dume teria sido por si mandada construir. Sucedeu-lhe Ariamiro ou, também possível Teodomiro em 559.
Porém, a sua historicidade é posta em dúvida, sendo somente citado por Gregório de Tours.